# Teônimo
Um teônimo (BR), teónimo (PT) (do grego clássico, θεος (theos): deus e ὄνομα (ónoma): nome) é o nome próprio com o qual se refere à uma divindade. O estudo dos teônimos se chama teonímia e é um ramo da onomástica.